# Сан-Педру-де-Каштелойнш
Сан-Педру-де-Каштелойнш (порт. São Pedro de Castelões; МФА: [ˈsɐ̃w ˈpe.dɾu dɨ kɐʃ.tɨ.ˈɫõjʃ]) — парафія в Португалії, у муніципалітеті Вале-де-Камбра. Розташована в західній частині країни, на теренах історичної португальської провінції Бейра. Входить до складу округу Авейру. За адміністративним поділом, чинним до 1976 року, терени парафії були складовою провінції Берегова Бейра. Належить до Авейрівської діоцезії Католицької церкви. Патрон — Діва Марія. Площа — 21,1199 км². Населення — 7254 ос. (2011). Середньо урбанізований регіон. Густота населення — 343,47 осіб/км²
. Код — 011902.

## Населення
| Кількість мешканців | Кількість мешканців | Кількість мешканців | Кількість мешканців | Кількість мешканців | Кількість мешканців | Кількість мешканців | Кількість мешканців | Кількість мешканців | Кількість мешканців | Кількість мешканців | Кількість мешканців | Кількість мешканців | Кількість мешканців | Кількість мешканців |
| ------------------- | ------------------- | ------------------- | ------------------- | ------------------- | ------------------- | ------------------- | ------------------- | ------------------- | ------------------- | ------------------- | ------------------- | ------------------- | ------------------- | ------------------- |
| 1864                | 1878                | 1890                | 1900                | 1911                | 1920                | 1930                | 1940                | 1950                | 1960                | 1970                | 1981                | 1991                | 2001                | 2011                |
| 2 326               | 2 696               | 2 647               | 2 911               | 3 234               | 3 406               | 3 951               | 4 168               | 4 676               | 5 096               | 5 287               | 6 667               | 7 389               | 7 625               | 7 254               |